# Aron Dołgopolski
Aron Borisowicz Dołgopolski (ros. Арон Борисович Долгопольский, ur. 1930 w Moskwie, zm. 2012 w Hajfie) – rosyjski językoznawca, specjalista w zakresie lingwistyki porównawczej. Był jednym ze zwolenników teorii nostratycznej.
Studiował w moskiewskim Instytucie Języków Obcych. W 1958 r. obronił rozprawę pt. Имена деятеля от латыни к романским языкам (Imiena diejatiela ot łatyni k romanskim jazykam).